# Banchus cinctus
Banchus cinctus är en stekelart som beskrevs av Henry Keith Townes, Jr. 1978. Banchus cinctus ingår i släktet Banchus och familjen brokparasitsteklar. Inga underarter finns listade.